# ژول ورله

ژول ورله (فرانسوی: Jules Verlet‎; ۱۶ اوت ۱۸۸۳ – ۲۲ ژوئیهٔ ۱۹۲۴) بازیکن فوتبال اهل فرانسه بود.
از باشگاه‌هایی که در آن بازی کرده‌است می‌توان به باشگاه فوتبال رن اشاره کرد.
وی همچنین در تیم ملی فوتبال فرانسه بازی کرده‌است.